# Schizotetranychus lushanensis
Schizotetranychus lushanensis är en spindeldjursart som beskrevs av Wang 1994. Schizotetranychus lushanensis ingår i släktet Schizotetranychus och familjen Tetranychidae. Inga underarter finns listade i Catalogue of Life.